# Morteza Khan Momtazel Molk
General Morteza Khan Momtazel Molk (* August 1866 in Teheran; † im 20. Jahrhundert) war ein persischer Botschafter. 

## Leben
Morteza Khan Momtazel Molk war der Sohn von Haji Mirza Djab'ar Khan.
In seiner Kindheit war er Page am persischen Hof.
Von 1877 bis 1878 besuchte er das College of Darel-Fonun.
Von 1897 bis 1899 war er Generalkonsul in Tiflis.
Sein älterer Bruder war Mirza Djevad Khan Kasi, 1905 persischer Handelsminister. Diesen begleitet er nach Paris, er persischer Generalkommissar bei der Weltausstellung Paris 1900 war. Er blieb in Paris und studierte am Lycée Saint-Louis.
Nach seiner Rückkehr aus Paris war er Kammerherr am persischen Hof und Dragoman im Außenministerium. Später wurde er zum Gesandtschaftssekretär ernannt und leitete die Abteilung Amerika, Frankreich, Italien, Holland, Spanien und Schweiz.
Im Mai 1904 wurde er zum außerordentlichen Gesandten und Ministre plénipotentiaire bei den amerikanischen Republiken mit Sitz in Washington, D.C. ernannt.